# Pierre-Hubert Anson
Pierre-Hubert Anson fue un político francés nacido el  en París y fallecido el 18 de noviembre de 1810 en París.

## Biografía
Después de graduarse de la facultad de derecho, se unió al séquito de Henri Lefèvre d'Ormesson, contralor general de finanzas de Luis XVI, lo que le permitió seguir una carrera en administración financiera. Se convirtió en síndico general del Dauphiné, luego miembro del comité central de síndicos generales. Fue diputado del Tercer Estado a los Estados Generales de 1789 por la ciudad de París. Se ocupa de los asuntos financieros y se convierte en ponente del comité de finanzas. En 1791, fue nombrado administrador del departamento de Seine. Sospechoso bajo el Terror, se ve obligado a esconderse. Se convirtió en director general de correos bajo el Consulado y luego miembro del Consejo General del Sena, que presidió. También escribió comedias y obras de teatro en verso.